# Mila (canção de Princ)
"Mila" (em sérvio:  Мила) é uma canção do cantor sérvio Stefan Zdravković, conhecido pelo seu nome artístico Princ. A canção foi lançada a 27 de janeiro de 2025 pela PGP-RTS e foi escrita por Dušan Bačić. A música representou a Sérvia no Festival Eurovisão da Canção de 2025, depois de ter vencido o Pesma za Evroviziju '25, mas não foi apurada para a final.

## Composição
A música e a letra foram escritas por Dušan Bačić, que também trabalhou em "Cvet sa Istoka", a canção que Princ interpretou no Pesma za Evroviziju '23. "Mila" é uma balada romântica de amor.
Princ afirmou que a música é a mais difícil que ele teve que cantar em sua carreira, por causa da dinâmica e de todos os tipos de mudanças no arranjo. Ele também disse que a música representa o que ele está a passar em sua vida amorosa agora. De acordo com ele, uma das mensagens é que, quando se ama alguém, por vezes é preciso aceitar que não se pode ficar juntos.

## Festival Eurovisão da Canção

### Pesma za Evroviziju '25
A emissora da Sérvia para o Festival Eurovisão da Canção, a Rádio Televisão da Sérvia (RTS), organizou uma competição com 30 entradas, Pesma za Evroviziju '25 (PzE '25), para selecionar o seu representante para o Festival Eurovisão da Canção 2025. O concurso foi dividido em duas meias-finais de 15 canções, com oito canções de cada meia-final a qualificarem-se para a grande final de 16 canções. Na final, o vencedor foi selecionado através de um sistema 50/50 de júris e televoto. 
Princ venceu a final do PzE '25 a 28 de fevereiro, ficando em segundo lugar com o júri e em terceiro com o público. Esta foi a sua 2.ª participação no concurso; em 2023, ficou em 2.º lugar, a receber mais votos do público. E como resultado, a canção representou a Sérvia no Festival Eurovisão da Canção 2025.